# Démocratie solidaire - Centre démocrate
Démocratie solidaire - Centre démocrate (en italien, Democrazia Solidale - Centro Democratico (DeS-CD), auparavant Pour l'Italie (en italien, Per l'Italia) est le nom de deux groupes parlementaires aux deux chambres du Parlement italien, de type démocrate-chrétien, nés le 10 décembre 2013. Ils comptent 20 députés et 12 sénateurs. Leurs leaders sont Mario Mauro, Andrea Olivero, Lucio Romano et Lorenzo Dellai. Les groupes réunissent les partis Démocratie solidaire et Centre démocrate.

## Historique
Les groupes Pour l'Italie naissent à la suite du départ du parti Choix civique (SC) de l'aile démocrate-chrétienne, conduite par Mario Mauro en novembre 2013. SC, en proie aux divisions internes depuis plusieurs semaines, s'était prononcé le 15 novembre pour la fin de l'alliance avec l'Union de Centre (UDC) de Pier Ferdinando Casini.
Le 23 novembre, l'alliance entre les démocrates-chrétiens de Mauro – qui se dénomment « Populaires » en référence au Parti populaire européen – et l'UDC est confirmée, avant la création officielle des deux groupes au Sénat et à la Chambre des députés le 10 décembre. L'objectif annoncé par Lorenzo Dellai, président du groupe à la Chambre, est de favoriser l'émergence d'une nouvelle entité politique inspirée par le PPE.
Le 28 janvier 2014, Mario Mauro annonce la création d'un nouveau parti politique, Populaires pour l'Italie en février 2014, mais l'Union de centre lors de son congrès qui a lieu à la fin du même mois, ne veut pas y adhérer, tout en continuant de siéger dans les mêmes groupes parlementaires.